# Vía férrea
La vía férrea, denominada también línea férrea, ferro estructura o ferrocarril, es la parte de la infraestructura ferroviaria que une dos puntos determinados del territorio y que está integrada por los siguientes elementos: plataforma de la vía, superestructura, como carriles y contracarriles, traviesas y material de sujeción, obras civiles como puentes, viaductos y túneles, e instalaciones de electrificación, de señalización y seguridad y de telecomunicación de la vía, caminos de servicio, y los elementos que permiten el alumbrado.
Para construir una vía férrea, es necesario realizar movimientos de tierra y obras complementarias (puentes, obras de drenaje, muros de contención, drenajes, etc.).

## Elementos de la infraestructura
Los elementos de las líneas ferroviarias se agrupan en
- Vía, dentro de ella se distinguen:
  - La subestructura de la vía es el conjunto de obras de tierra y de fábrica necesarias para construir la plataforma sobre la que se apoya la superestructura de vía. Entre las obras de tierra se encuentran los terraplenes, las trincheras y los túneles y, entre las obras de fábrica, los puentes, viaductos, drenajes y pasos a nivel.
  - La superestructura de la vía es el conjunto integrado por los carriles, contracarriles, las traviesas o, en su caso, la placa, las sujeciones, los aparatos de vía y, en su caso, el lecho elástico formado por el balasto, así como las demás capas de asiento, sobre el que estos elementos apoyan.
- Instalaciones ferroviarias quedan formadas por los dispositivos, los aparatos y los sistemas que permiten el servicio ferroviario y las edificaciones que los albergan. Son instalaciones ferroviarias las de electrificación, las de  señalización y seguridad y las de comunicaciones. Entre las instalaciones de electrificación se encuentran la línea aérea de contacto, denominada también catenaria y las subestaciones y las líneas de acometida energética, entre las de señalización y seguridad, los sistemas que garanticen la seguridad en la circulación de trenes, y, entre las de comunicaciones, las de telecomunicaciones fijas y móviles.
- Caminos de servicio, que permiten acceder a la vía y a las instalaciones ferroviarias.

No se consideran incluidos en el concepto de línea, las estaciones y terminales u otros edificios o instalaciones de atención al viajero.
El Circuito de vía forma parte de los sistemas de seguridad en la circulación de los trenes.
Los desvíos, las agujas y los cruzamientos forman parte de los aparatos de vía.
Se denomina trocha o ancho de vía a la separación entre los carriles, la cual coincide con la separación entre ruedas del material rodante. Se mide entre caras internas, tomando como punto de referencia el ubicado entre 10 mm y 15 mm por debajo de la cara superior del carril, la diferencia ésta que depende del tipo de carril y de las normas aplicables en el país.
La vía trabaja como una viga sobre lecho elástico debido a su propio peso y la forma de comportarse del balasto, elemento destinado al apoyo y a la distribución de cargas en el terreno, y a contención. Desde el inicio de los ferrocarriles se utilizaban carriles de longitudes reducidas, con juntas de dilatación entre ellos, lo que producía el característico traqueteo de los ferrocarriles, con traviesas de madera tratada para evitar la putrefacción.
En la actualidad se emplean principalmente traviesas o durmientes de hormigón pretensado y materiales plásticos sobre los que apoyan rieles soldados con longitudes relativamente grandes y juntas de dilatación más separadas gracias a un diseño más perfeccionado.

## Historia
Algunas fechas históricas del ferrocarril relacionadas con la evolución de la vía son la introducción de los carriles de madera en 1676, el forro de hierro del carril en 1776, los carriles de hierro fundido en 1789, los desvíos ferroviarios en 1796, el carril tipo Vignole en 1836, el creosota de las traviesas de madera en 1838, los carriles de acero en 1857, el trazado secante de las agujas en 1886, las traviesas bibloque de hormigón en 1954, el radio único en vía desviada en 1965, la traviesa monobloque de hormigón pretensado en 1979, el cambio con velocidad de 100 km/h por vía desviada en 1986, el corazón de punta móvil para el cruzamiento de los desvíos en 1992 y el cambio con velocidad de 230 km/h por vía desviada en 1998.